# Carestie in India

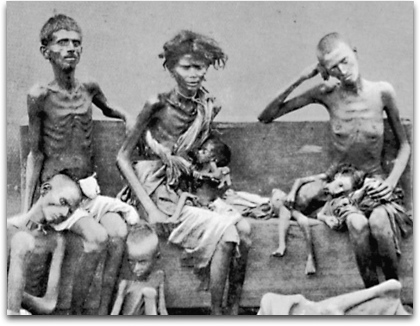
Vittime della grande carestia del 1876-78 in India, raffigurate nel 1877

Le carestie sono state una caratteristica ricorrente della vita nei paesi del subcontinente asiatico meridionale, India e Bangladesh, notoriamente sotto il dominio britannico. Le carestie in India provocarono milioni di morti nel corso dei secoli XVIII, XIX e all’inizio del XX. Le carestie nell’India britannica furono abbastanza gravi da avere un impatto sostanziale sulla crescita demografica a lungo termine del paese nel XIX e all’inizio del XX secolo.
L’agricoltura indiana dipende fortemente dal clima: un monsone estivo favorevole nel sud-ovest è fondamentale per garantire l’acqua per l’irrigazione dei raccolti. La siccità, combinata con i fallimenti politici, ha periodicamente portato a grandi carestie indiane, tra cui la carestia del Bengala del 1770, la carestia di Chalisa, la carestia di Doji bara, la grande carestia del 1876-1878 e la carestia del Bengala del 1943. Alcuni commentatori hanno identificato l'inazione del governo britannico come un fattore che contribuisce alla gravità delle carestie durante il periodo in cui l'India era sotto il dominio britannico.
La grande carestia si concluse in gran parte all'inizio del XX secolo, con la carestia del Bengala del 1943 che fu un'eccezione legata alle complicazioni durante la seconda guerra mondiale. In India, tradizionalmente, i braccianti agricoli e gli artigiani rurali sono stati le principali vittime delle carestie. Nelle peggiori carestie, anche i coltivatori sono stati vulnerabili.
Le ferrovie costruite con l’obiettivo commerciale di esportare cereali e altri prodotti agricoli servivano solo ad esacerbare le condizioni economiche in tempi di carestia. Tuttavia, nel XX secolo, l'ampliamento della ferrovia da parte degli inglesi contribuì a porre fine alle massicce carestie in tempo di pace. Hanno permesso agli inglesi di accelerare la condivisione del cibo tra i più vulnerabili.
L'ultima grande carestia che colpì le aree della moderna Repubblica dell'India fu la carestia del Bengala del 1943. Mentre le aree precedentemente facevano parte dell'India britannica, la carestia del Bangladesh del 1974 fu l'ultima grande carestia.

## India antica, medievale e precoloniale
Uno dei primi trattati sulla lotta alla carestia risale a più di 2000 anni fa. Questo trattato è comunemente attribuito a Kautilya, noto anche come Vishnugupta (Chanakya), che raccomandava a un buon re di costruire nuovi forti e acquedotti e condividere le sue provviste con il popolo, o affidare il paese a un altro re. Storicamente, i governanti indiani hanno utilizzato diversi metodi per alleviare la carestia. Alcuni di questi erano diretti, come l’avvio della distribuzione gratuita di cereali e l’apertura di magazzini e cucine alla gente. Altre misure erano politiche monetarie come la riduzione delle entrate, la riduzione delle tasse, l'aumento della paga ai soldati e il pagamento degli anticipi. Ancora altre misure includevano la costruzione di opere pubbliche, canali e argini e l'affondamento di pozzi. La migrazione è stata incoraggiata. Kautilya sosteneva il saccheggio delle provviste dei ricchi in tempi di carestia per "sottigliarle esigendo entrate in eccesso". Le informazioni sulle carestie dall'antica India fino al periodo coloniale si trovano in cinque fonti primarie:
1. Racconti leggendari tramandati nella tradizione orale che mantengono viva la memoria delle carestie
2. Antica letteratura sacra indiana come i Veda, le storie di Jataka e l'Arthashastra
3. Iscrizioni su pietra e metallo forniscono informazioni su diverse carestie prima del XVI secolo
4. Scritti di storici indiani nell'India Moghul
5. Scritti di stranieri temporaneamente residenti in India (es. Ibn Battuta, Francis Xavier)

Gli antichi editti Ashokan dell'età Maurya intorno al 269 a.C. registrano la conquista di Kalinga da parte dell'imperatore Asoka, all'incirca il moderno stato di Odisha. I principali editti su rocce e pilastri menzionano il massiccio tributo umano di circa 100.000 persone a causa della guerra. Gli editti registrano che un numero ancora maggiore morì in seguito, presumibilmente a causa delle ferite e della carestia. Dalla letteratura indiana, c'è la carestia del VII secolo dovuta alla mancanza di piogge nel distretto di Thanjavur menzionata nel Periya Puranam. Secondo i Purana, il Signore Shiva aiutò i santi Tamil Sambandar e Appar a fornire sollievo dalla carestia. Un'altra carestia nello stesso distretto è registrata su un'iscrizione con dettagli come "tempi che diventano cattivi", un villaggio in rovina e la coltivazione del cibo interrotta a Landing nel 1054. Carestie conservate solo nella tradizione orale sono la Dvadasavarsha Panjam (carestia di dodici anni) dell'India meridionale e la carestia Durga Devi del Deccan dal 1396 al 1407. Le fonti primarie delle carestie in questo periodo sono incomplete e basate sulla localizzazione. 

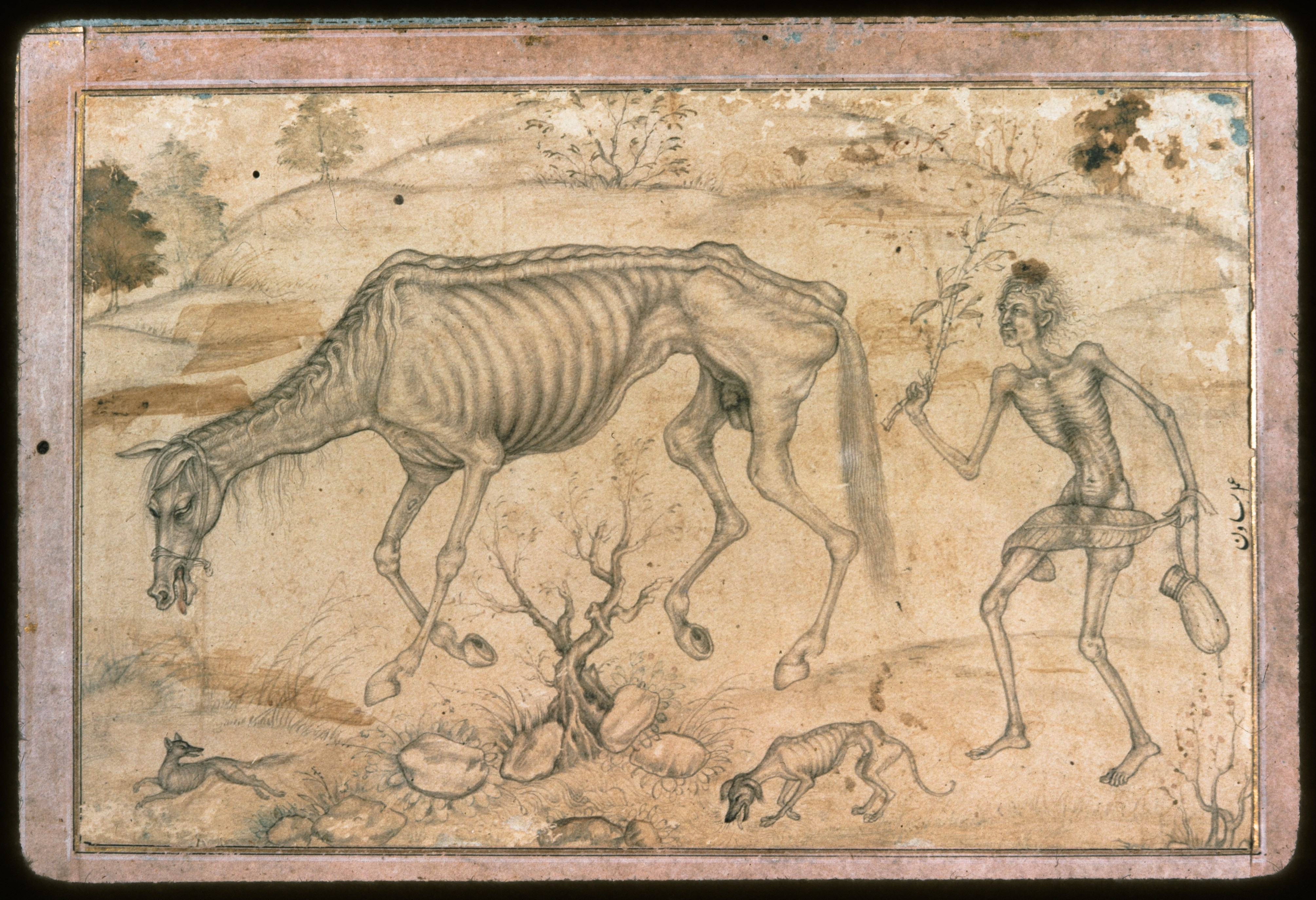
Disegno di Basawan, c. 1595

La dinastia Tughlaq sotto Muhammad bin Tughluq detenne il potere durante la carestia centrata su Delhi nel 1335-1342 (che si dice abbia ucciso migliaia di persone). Occupati e di fronte a una situazione difficile, i Tughluq non riuscirono ad affrontare adeguatamente la carestia. Le carestie precoloniali nel Deccan includevano la carestia di Damajipant del 1460 e le carestie iniziate nel 1520 e 1629. Si dice che la carestia di Damajipant abbia causato rovina sia nella parte settentrionale che in quella meridionale del Deccan. Abd al-Qadir Badayuni afferma di aver assistito al cannibalismo nell'Hindustan durante una carestia nel 1555.
La carestia del 1629–32 nel Deccan e nel Gujarat fu una delle peggiori nella storia dell'India. Nei primi 10 mesi del 1631 circa 3 milioni di persone morirono nel Gujarat e un milione nel Deccan. Alla fine, la carestia uccise non solo i poveri ma anche i ricchi. Altre carestie colpirono il Deccan nel 1655, 1682 e 1884. Un'altra carestia nel 1702-1704 uccise oltre due milioni di persone. La più antica carestia del Deccan con documentazione locale sufficientemente ben conservata per uno studio analitico è la carestia di Doji bara del 1791–92. Il sovrano, il Peshwa Sawai Madhavrao II, concesse sollievo imponendo restrizioni sull'esportazione di grano e sull'importazione di riso in grandi quantità dal Bengala tramite il commercio privato, tuttavia le prove sono spesso troppo è difficile giudicare la “reale efficacia degli sforzi di soccorso” nel periodo Moghul.
Secondo Mushtaq A. Kaw, "Molte carestie furono registrate in Kashmir dal XVI al XVIII secolo. I Moghul e i governanti afghani del Kashmir adottarono misure per combatterle, ma come il documento intende mostrare, le loro misure erano troppo deboli e in certi casi gli aspetti erano ancora peggiori di quelli dei loro predecessori. Le fonti contemporanee indicano una notevole variazione nel verificarsi delle carestie nei diversi anni. Mostrano che queste carestie avvenivano su larga scala quando si verificò un’alluvione senza precedenti. Ad esempio, la sola grande alluvione del 1640–42 spazzò via 438 villaggi nella regione del Kashmir.
Alcuni storici sostengono che i Mogul adottarono un atteggiamento patrimoniale nei confronti dei contadini che mitigava gli effetti della carestia. Mike Davis, ad esempio, sostiene che Akbar, Shah Jahan e Aurangzeb facevano affidamento sugli sgravi fiscali, sulla distribuzione gratuita di cibo senza chiedere manodopera in cambio, sull’embargo sulle esportazioni alimentari e sul controllo dei prezzi. Abraham Eraly, d'altra parte, li descrive come "misure simboliche e casuali, nella migliore delle ipotesi palliativi". Nella carestia del 1630-32, ad esempio, l'imperatore disperse 100.000 rupie per alleviare la carestia, un decimo della "moneta annuale" concessa alla sua imperatrice Mumtaz Mahal. I funzionari delle entrate imperiali e gli Jagir Amir locali hanno concesso ciascuno circa 7 milioni di rupie in sgravi fiscali.

## Dominio britannico
La fine del XVIII e il XIX secolo videro un aumento dell'incidenza di gravi carestie. Circa 15 milioni di persone morirono dal 1850 al 1899 in 24 grandi carestie; più che in qualsiasi altro periodo di 50 anni. Queste carestie nell'India britannica furono abbastanza gravi da avere un impatto notevole sulla crescita demografica a lungo termine del paese, specialmente nel mezzo secolo tra il 1871 e il 1921. La prima, la grande carestia del Bengala del 1770, Si stima che abbia causato la morte di un numero compreso tra 1 e 10 milioni di persone.
L'impatto della carestia fece sì che le entrate della Compagnia delle Indie Orientali dal Bengala diminuissero a £ 174.300 nel 1770-71. Di conseguenza, il prezzo delle azioni della Compagnia delle Indie Orientali crollò drasticamente. La società fu costretta a ottenere un prestito di 1 milione di sterline dalla Banca d'Inghilterra per finanziare il budget militare annuale compreso tra 60.000 e 1 milione di sterline. Successivamente furono fatti tentativi per dimostrare che le entrate nette non erano state influenzate dalla carestia, ma ciò fu possibile solo perché la raccolta era stata "violentemente mantenuta al suo livello precedente". La Commissione per la carestia del 1901 scoprì che tra il 1765 e il 1858 si verificarono dodici carestie e quattro "gravi carestie"

## Carestia indiana
Alla fine del XIX secolo in India si verificò una serie di disastrosi raccolti che portarono non solo alla fame ma anche alle epidemie. La maggior parte erano regionali, ma il bilancio delle vittime potrebbe essere enorme. Una grave carestia coincise con il periodo in cui Lord Curzon era viceré e colpì gran parte dell'India e uccise almeno 1 milione di persone. 
Alcune delle peggiori carestie degli indiani britannici: 800.000 morirono nelle province nordoccidentali, nel Punjab e nel Rajasthan nel 1837-1838; forse 2 milioni nella stessa regione nel 1860-1861; quasi 1 milione in diverse aree nel 1866-1867; 4,3 milioni in aree ampiamente diffuse nel 1876–1878, altri 1,2 milioni nelle province nordoccidentali e nel Kashmir nel 1877–1878; e, peggio di tutto, oltre 5 milioni di persone in una carestia che colpì un'ampia popolazione dell'India nel 1896-1897. Si stima che nel 1899-1900 siano morti più di 1 milione.
Il ricercatore Brian Murton afferma che le carestie registrate dopo l'arrivo degli inglesi, ma prima dell'istituzione dei codici indiani sulla carestia del 1880, portano un pregiudizio culturale riguardo alle cause dichiarate della carestia perché "riflettono il punto di vista di una manciata di inglesi." Queste fonti, tuttavia, contengono registrazioni accurate delle condizioni meteorologiche e delle colture. Florence Nightingale si impegnò per educare i cittadini britannici sulle carestie dell'India attraverso una serie di pubblicazioni negli anni '70 dell'Ottocento e oltre.
Florence Nightingale ha sottolineato che le carestie nell’India britannica non erano causate dalla mancanza di cibo in una particolare area geografica. Sono stati invece causati da un trasporto inadeguato di cibo, che a sua volta è stato causato dall’assenza di una struttura politica e sociale.
Nightingale ha identificato due tipi di carestia: una carestia di grano e una "carestia di denaro". Il denaro veniva drenato dal contadino al proprietario terriero, rendendogli impossibile procurarsi il cibo. Il denaro che avrebbe dovuto essere messo a disposizione dei produttori di cibo attraverso progetti di lavori pubblici e posti di lavoro è stato invece dirottato verso altri usi. Nightingale sottolineò che il denaro necessario per combattere la carestia veniva dirottato verso attività come il pagamento dello sforzo militare britannico in Afghanistan nel 1878-80.
Le prove suggeriscono che potrebbero esserci state grandi carestie nell'India meridionale ogni quarant'anni nell'India precoloniale e che la frequenza potrebbe essere stata più elevata dopo il XII secolo. Queste carestie non sembravano ancora avvicinarsi all'incidenza delle carestie del XVIII e XIX secolo sotto il dominio britannico.
Il governo indiano ha promosso attivamente la tecnologia e l’innovazione nel settore agricolo. Le iniziative includono la promozione delle organizzazioni di agricoltori-produttori, lo sviluppo di un database unificato di set di dati agricoli (agristack), carte digitali sulla salute del suolo, il trasferimento diretto dei benefici nella vendita di fertilizzanti e il mercato agricolo nazionale (eNAM). Questi sforzi mirano a sostenere gli agricoltori migliorando l’accesso alle informazioni, migliorando la gestione del suolo e delle colture e garantendo prezzi migliori per i loro prodotti attraverso un processo di asta trasparente. L’app agricola ITCMAARS, ad esempio, lanciata da ITC, mira a fornire agli agricoltori strumenti moderni, input di qualità a prezzi ragionevoli e finanziamenti, utilizzando un approccio di partenariato. La potenziale crescita derivante dalle innovazioni agtech potrebbe aggiungere 95 miliardi di dollari all’economia indiana e aumentare i redditi degli agricoltori dal 25 al 35%.

### Opinioni accademiche
Il premio Nobel per l’economia Amartya Sen ha scoperto che le carestie in epoca britannica non erano dovute alla mancanza di cibo ma alle disuguaglianze nella distribuzione del cibo. Collega la disuguaglianza alla natura antidemocratica dell’Impero britannico.
Mike Davis considera le carestie degli anni '70 e '90 dell'Ottocento come "olocausti tardo vittoriani", in cui gli effetti dei diffusi fallimenti dei raccolti indotti dalle condizioni atmosferiche furono notevolmente aggravati dalla risposta negligente dell'amministrazione britannica. Questa immagine negativa del dominio britannico è comune in India. Davis sostiene che "milioni di persone morirono, non al di fuori del 'sistema mondiale moderno', ma nel processo stesso di essere incorporati con la forza nelle sue strutture economiche e politiche. Morirono nell'età d'oro del capitalismo liberale; anzi, molti furono assassinati... mediante l'applicazione teologica dei sacri principi di Smith, Bentham e Mill." Tuttavia, Davis sostiene che, poiché il Raj britannico era autoritario e antidemocratico, queste carestie si verificarono solo in un sistema di liberalismo economico, non di liberalismo sociale.
Tirthankar Roy suggerisce che le carestie fossero dovute a fattori ambientali e inerenti all'ecologia dell'India. Roy sostiene che per rompere la stagnazione dell'India erano necessari massicci investimenti nell'agricoltura, tuttavia, questi non erano imminenti a causa della scarsità di acqua, della scarsa qualità del suolo e del bestiame e di un mercato di input poco sviluppato che garantiva che gli investimenti in agricoltura erano estremamente rischiosi. Dopo il 1947, l'India si concentrò sulle riforme istituzionali dell'agricoltura, ma anche queste non riuscirono a rompere il modello di stagnazione. Fu solo negli anni '70, quando ci furono massicci investimenti pubblici nell'agricoltura, che l'India riuscì a liberarsi dalla carestia, sebbene Roy sia dell'opinione che i miglioramenti nell'efficienza del mercato abbiano contribuito ad alleviare le carestie indotte dalle condizioni meteorologiche dopo il 1900, un'eccezione alla quale è la carestia del Bengala del 1943.
Michelle Burge McAlpin ha sostenuto che i cambiamenti economici avvenuti in India durante il XIX secolo hanno contribuito alla fine della carestia. La travolgente economia agricola di sussistenza dell’India del XIX secolo ha lasciato il posto a un’economia più diversificata nel XX secolo che, offrendo altre forme di lavoro, ha creato meno disagi agricoli (e, di conseguenza, meno mortalità) durante i periodi di scarsità. La costruzione delle ferrovie indiane tra il 1860 e il 1920, e le opportunità da ciò offerte per maggiori profitti in altri mercati, permisero agli agricoltori di accumulare beni a cui poter poi attingere durante i periodi di scarsità. All'inizio del XX secolo, molti agricoltori della presidenza di Bombay coltivavano una parte del loro raccolto per l'esportazione. Le ferrovie portavano anche cibo, ogni volta che le previste scarsità cominciavano a far salire i prezzi dei prodotti alimentari. Allo stesso modo, Donald Attwood scrive che entro la fine del 19º secolo "le scarsità alimentari locali in ogni dato distretto e stagione furono sempre più risolte dalla mano invisibile del mercato e che "entro il 1920, istituzioni su larga scala ha integrato questa regione in una carestia industriale e globalizzante che ha posto fine al mondo e ha causato un rapido declino dei tassi di mortalità, quindi un aumento del benessere umano”.
Cormac Ó Gráda scrive che il colonialismo non ha impedito le carestie in India, ma che quelle carestie (e altre in Irlanda) erano "meno il prodotto dell'impero in sé che l'incapacità delle autorità dell'epoca di agire in modo appropriato". Sottolinea che il subcontinente è stato libero dalla carestia tra il 1900 e il 1943, in parte grazie alla ferrovia e ad altre comunicazioni migliorate, "sebbene abbia avuto importanza anche il passaggio dell'ideologia dal malthusianesimo intransigente verso un focus sul salvataggio di vite umane". Egli sottolinea che, in India come altrove, le registrazioni delle carestie diventano tanto più incoerenti quanto più si va indietro nel tempo.

### Cause
Le carestie furono il prodotto sia delle precipitazioni irregolari che delle politiche economiche e amministrative britanniche. Le politiche coloniali implicate includono il racket degli affitti, le imposte per la guerra, le politiche di libero scambio, l'espansione dell'agricoltura di esportazione e l'abbandono degli investimenti agricoli. Le esportazioni indiane di oppio, miglio, riso, grano, indaco, iuta e cotone erano una componente chiave dell'economia dell'impero britannico, generando valuta estera vitale, principalmente dalla Cina, e stabilizzando i prezzi bassi nel mercato britannico dei cereali. Secondo Mike Davis, i raccolti destinati all'esportazione hanno spostato milioni di acri che avrebbero potuto essere utilizzati per la sussistenza interna e hanno aumentato la vulnerabilità degli indiani alle crisi alimentari. Martin Ravallion contesta che le esportazioni fossero una delle principali cause della carestia, sottolineando che il commercio ha avuto un'influenza stabilizzatrice sul consumo alimentare indiano, anche se piccola.
La carestia dell'Odisha del 1866-1867, che in seguito si diffuse attraverso la presidenza di Madras fino a Hyderabad e Mysore, fu una di queste carestie. La carestia del 1866 fu un evento grave e terribile nella storia dell'Odisha in cui morì circa un terzo della popolazione. La carestia lasciò circa 1.553 orfani i cui tutori dovevano ricevere un importo di 3 rupie al mese fino all'età di 17 anni per i ragazzi e 16 per le ragazze. Carestie simili seguirono nella regione del Gange occidentale, nel Rajasthan, nell'India centrale (1868–1870), nel Bengala e nell'India orientale (1873–1874), nel Deccan (1876–78), e di nuovo nella regione del Gange, Madras, Hyderabad, Mysore e Bombay (1876–1878). La carestia del 1876–1878, conosciuta anche come la Grande Carestia del 1876–1878, causò una grande migrazione di braccianti agricoli e artigiani dall'India meridionale alle colonie tropicali britanniche (lavoratori a contratto nelle piantagioni). L'elevato numero di morti, tra 5,6 e 10,3 milioni, compensò la consueta crescita della popolazione nelle presidenze di Bombay e Madras tra il primo e il secondo censimento dell'India britannica nel 1871 e nel 1881 rispettivamente.
La perdita di vite umane su larga scala dovuta alla serie di carestie tra il 1860 e il 1877 fu causa di controversie e discussioni politiche che portarono alla formazione della Commissione indiana per la carestia. Questa commissione avrebbe poi elaborato una bozza del Codice indiano sulla carestia. Fu la Grande Carestia del 1876-1878, tuttavia, la causa diretta delle indagini e l'inizio di un processo che portò all'istituzione del codice indiano sulla carestia. La successiva grande carestia fu quella indiana del 1896–1897. Sebbene questa carestia sia stata preceduta da una siccità durante la presidenza di Madras, è stata resa più acuta dalla politica del governo di laissez faire nel commercio del grano. Ad esempio, due delle aree più colpite dalla carestia durante la presidenza di Madras, i distretti di Ganjam e Vizagapatam, continuarono ad esportare cereali durante la carestia. Queste carestie erano tipicamente seguite da varie malattie infettive come la peste bubbonica e l'influenza, che attaccavano e uccidevano una popolazione già indebolita dalla fame.

### Risposta britannica
La prima grande carestia avvenuta sotto il dominio della Compagnia delle Indie Orientali fu la carestia del Bengala del 1770. Circa un quarto o un terzo della popolazione del Bengala morì di fame in un periodo di circa dieci mesi. L'aumento delle tasse da parte della Compagnia delle Indie Orientali coincise disastrosamente con questa carestia e la esacerba, anche se la carestia non fu causata dal governo coloniale britannico. In seguito a questa carestia, "i successivi governi britannici furono ansiosi di non aumentare il peso della tassazione". Le piogge cessarono nuovamente nel Bengala e nell'Odisha nel 1866. Furono adottate politiche di laissez faire, che portarono ad un parziale sollievo della carestia nel Bengala. Tuttavia, il monsone di sud-ovest ha reso inaccessibile il porto di Odisha. Di conseguenza, il cibo non poteva essere importato nell'Odisha con la stessa facilità del Bengala. Nel 1865-66, una grave siccità colpì l'Odisha e fu accolta dall'inerzia delle autorità britanniche. Il segretario di Stato britannico per l'India, Lord Salisbury, non fece nulla per due mesi, quando ormai erano morte un milione di persone, cosa di cui in seguito si pentì.
Alcuni eminenti cittadini britannici come William Digby si agitarono per riforme politiche e sollievo dalla carestia, ma Lord Lytton, il viceré britannico al governo in India, si oppose a tali cambiamenti nella convinzione che avrebbero stimolato l'evasione dei lavoratori indiani. Reagendo alle richieste di aiuti durante la carestia del 1877-79, Lytton rispose: "Lasciamo che sia il pubblico britannico a pagare il conto per il suo 'sentimento a buon mercato', se desidera salvare vite umane a un costo che manderebbe in bancarotta l'India", ordinando sostanzialmente "non vi sia alcuna interferenza di alcun tipo da parte del governo con l'obiettivo di ridurre il prezzo del cibo", e dare istruzioni agli ufficiali distrettuali di "scoraggiare le opere di soccorso in ogni modo possibile... La semplice difficoltà non è una ragione sufficiente per aprire un'opera di soccorso. "Il tenente governatore del Bengala, Sir Richard Temple, intervenne con successo nella carestia del Bihar del 1874 con una mortalità minima o nulla; questo è l'unico esempio noto di misure adeguate per far fronte a una crisi alimentare da parte degli inglesi. Temple fu criticato da molti funzionari britannici per aver speso troppo per alleviare la carestia.
Nel 1876 scoppiò una carestia su larga scala a Madras. L'amministrazione di Lord Lytton credeva che "le forze del mercato da sole sarebbero state sufficienti a nutrire gli indiani affamati". La Grande Carestia del 1876-1878 uccise almeno 5,6 milioni di persone, quindi questa politica fu abbandonata. Lord Lytton istituì un sistema in cui, in tempi di surplus finanziario, 1.500.000 INR sarebbero stati applicati alle opere di soccorso in caso di carestia. Il risultato fu che gli inglesi presumevano prematuramente che il problema della carestia fosse stato risolto per sempre e i futuri viceré britannici si compiacevano. Durante la carestia indiana del 1896–1897 morirono tra 1,25 e 10 milioni di persone. Circa 4,5 milioni di persone erano in soccorso della carestia al culmine della carestia.
Curzon è stato criticato da Mike Davis per la sua risposta alla carestia indiana del 1899-1900. Davis sottolinea che Curzon ha affermato che "qualsiasi governo che mettesse in pericolo la posizione finanziaria dell'India nell'interesse di una filantropia prodiga sarebbe aperto a serie critiche; ma qualsiasi governo che con l'elemosina indiscriminata indebolisse la fibra e demoralizzato l’autosufficienza della popolazione, si renderebbe colpevole di un crimine pubblico”. Davis scrive anche che Curzon ridusse le razioni definite da Curzon come "pericolosamente alte".
Dopo la carestia del 1899-1900, Lord Curzon nominò una commissione sotto la guida di Anthony McDonnel, che suggerì che:
- Riconoscendo la responsabilità morale, il governo dovrebbe varare misure di soccorso,
- Il codice sulla carestia dovrebbe essere rivisto,
- Non dovrebbero esserci ritardi nella fornitura di cereali alimentari e di altra assistenza,
- Dovrebbe essere nominato un commissario per la carestia,
- Dovrebbero essere sviluppati impianti di irrigazione,
- dovrebbe essere istituita una banca agricola per fornire assistenza alle persone.

### Influenze politiche
La politica britannica contro la carestia in India fu influenzata dalle argomentazioni di Adam Smith, come dimostrato dalla non interferenza del governo con il mercato del grano anche in tempi di carestia. Mantenere gli aiuti in caso di carestia il più economici possibile, con un costo minimo per l'erario coloniale, era un altro fattore importante nel determinare la politica della carestia. Secondo Brian Murton, professore di geografia all'Università delle Hawaii, un altro possibile impatto sulla politica britannica sulla carestia in India fu l'influenza delle leggi inglesi sui poveri del 1834, con la differenza che gli inglesi erano disposti a "mantenere" i poveri in Inghilterra in tempi normali, mentre gli indiani avrebbero ricevuto la sussistenza solo quando intere popolazioni fossero state in pericolo. Furono osservate somiglianze tra la carestia irlandese del 1846-49 e le successive carestie indiane dell'ultima parte del XIX secolo. In entrambi i paesi non vi erano ostacoli all’esportazione di cibo durante i periodi di carestia. Le lezioni apprese dalla carestia irlandese non furono viste nella corrispondenza sulla definizione delle politiche durante gli anni '70 dell'Ottocento in India.

### Codici della carestia
La Commissione per la Carestia del 1880 osservò che ciascuna provincia dell'India britannica, compresa la Birmania, aveva un surplus di cereali alimentari e che il surplus annuale ammontava a 5,16 milioni di tonnellate. Il prodotto della Commissione sulla carestia fu una serie di linee guida e regolamenti governativi su come rispondere alle carestie e alla penuria alimentare chiamati Codice della carestia Questi dovettero aspettare fino all'uscita di Lord Lytton dalla carica di viceré e furono finalmente approvati nel 1883 sotto un successivo viceré di mentalità più liberale, Lord Ripon. Hanno presentato un sistema di allarme rapido per rilevare e rispondere alle carenze alimentari. Nonostante i codici, la mortalità per carestia è stata la più alta negli ultimi 25 anni del XIX secolo. A quel tempo, le esportazioni annuali di riso e altri cereali dall'India erano di circa un milione di tonnellate. L'economista dello sviluppo Jean Drèze ha valutato le condizioni prima e dopo i cambiamenti politici della Commissione sulla carestia: "Un contrasto tra il periodo precedente di catastrofi frequentemente ricorrenti e l'ultimo periodo in cui lunghi periodi di tranquillità furono disturbati da alcune carestie su larga scala" nel 1896-97, 1899–1900 e 1943–44. Drèze spiega questi "fallimenti intermittenti" con quattro fattori: la mancata dichiarazione di carestia (in particolare nel 1943), il "carattere eccessivamente punitivo" delle restrizioni legate alla carestia, come i salari per i lavori pubblici, la "politica di rigorosa non interferenza con commercio privato" e la gravità naturale delle crisi alimentari.
C'era ancora una minaccia di carestia, ma dopo il 1902 non ci fu alcuna grave carestia in India fino alla carestia del Bengala del 1943 durante la seconda guerra mondiale. Questa carestia uccise tra 2,5 e 3 milioni di persone. In India nel suo complesso, l'approvvigionamento alimentare era raramente inadeguato, anche in tempi di siccità. La Commissione per la carestia del 1880 identificò che la causa delle carestie era la perdita di salario dovuta alla mancanza di occupazione dei braccianti agricoli e degli artigiani. Il Codice della carestia applicava una strategia volta a generare occupazione per queste fasce della popolazione e per farlo faceva affidamento su lavori pubblici a tempo indeterminato. Il Codice indiano della carestia fu utilizzato in India fino a quando non furono apprese ulteriori lezioni dalla carestia del Bihar del 1966-1967. Il Codice della carestia è stato aggiornato nell'India indipendente ed è stato ribattezzato "Manuali della scarsità". In alcune parti del paese, il Codice sulla carestia non viene più utilizzato, principalmente perché le regole in esso contenute sono diventate procedure di routine nella strategia di soccorso in caso di carestia.

### Impatto del trasporto ferroviario
L'incapacità di fornire cibo ai milioni di persone che soffrivano la fame durante le carestie del 1870 è stata attribuita sia all'assenza di infrastrutture ferroviarie adeguate sia all'incorporazione del grano nel mercato mondiale attraverso la ferrovia e il telegrafo. Davis nota che, "Le ferrovie di nuova costruzione, lodate come garanzie istituzionali contro la carestia, furono invece utilizzate dai mercanti per spedire le scorte di grano dai distretti periferici colpiti dalla siccità ai depositi centrali per l'accaparramento (oltre che per la protezione dai rivoltosi)" e che i telegrafi servivano a coordinare un aumento dei prezzi in modo che "i prezzi dei prodotti alimentari aumentassero vertiginosamente fuori dalla portata dei lavoratori fuori casta, dei tessitori sfollati, dei mezzadri e dei contadini poveri". I membri dell'apparato amministrativo britannico erano anche preoccupati che il mercato più ampio creato dal trasporto ferroviario incoraggiasse i contadini poveri a svendere le loro scorte di grano di riserva.
Il trasporto ferroviario, tuttavia, ha svolto anche un ruolo essenziale nel fornire grano dalle regioni in eccedenza alimentare a quelle colpite dalla carestia. I Codici della carestia del 1880 sollecitavano una ristrutturazione e una massiccia espansione delle ferrovie, con un'enfasi sulle linee intra-indiane in contrapposizione al sistema esistente centrato sui porti. Queste nuove linee hanno esteso la rete esistente per consentire il flusso di cibo verso le regioni colpite dalla carestia. Anche Jean Drèze (1991) rileva che erano presenti le condizioni economiche necessarie affinché un mercato nazionale di prodotti alimentari riducesse la scarsità entro la fine del XIX° secolo, ma che l’esportazione di cibo continuava a derivare da quel mercato anche durante periodi di relativa recessione e scarsità. L’efficacia di questo sistema, tuttavia, si basava sulla fornitura di aiuti da parte del governo in caso di carestia: “Le ferrovie potevano svolgere il compito cruciale di spostare il grano da una parte all’altra dell’India, ma non potevano garantire che le persone affamate avessero i soldi per comprare quel grano”. ".
Una carestia indebolisce la resistenza del corpo e porta ad un aumento delle malattie infettive, in particolare del colera, della dissenteria, della malaria e del vaiolo. La risposta umana alla carestia potrebbe diffondere la malattia mentre le persone migravano in cerca di cibo e lavoro. D'altra parte, anche le ferrovie hanno avuto un impatto separato sulla riduzione della mortalità dovuta alla carestia, portando le persone in aree in cui il cibo era disponibile, o addirittura fuori dall'India. Generando aree più ampie di migrazione di manodopera e facilitando la massiccia emigrazione di indiani durante la fine del XIX secolo, hanno fornito alle persone colpite dalla carestia la possibilità di partire verso altre parti del paese e del mondo. Durante la crisi di scarsità del 1912-1913, la migrazione e l’offerta di aiuti furono in grado di assorbire l’impatto di una carenza di cibo su media scala. Drèze conclude: "In sintesi, e con una riserva importante applicata al commercio internazionale, è plausibile che il miglioramento della comunicazione verso la fine del diciannovesimo secolo abbia dato un contributo importante all'alleviamento delle difficoltà durante le carestie. Tuttavia, è anche facile vedere che questo fattore da solo difficilmente potrebbe spiegare la drastica riduzione dell'incidenza delle carestie nel XX secolo".

### Carestia del Bengala del 1943
La carestia del Bengala del 1943 raggiunse il suo picco tra luglio e novembre di quell'anno, e la parte peggiore della carestia finì all'inizio del 1945. Statistiche sulla mortalità della carestia erano inaffidabili e si stima che morirono fino a due milioni. Sebbene una delle cause della carestia fosse l'interruzione della fornitura di riso al Bengala durante la caduta di Rangoon nelle mani dei giapponesi, questa era solo una frazione del cibo necessario per la regione. Secondo l'economista e professore irlandese Cormac Ó Gráda, fu data priorità alle considerazioni militari e i poveri del Bengala rimasero senza assistenza. Tuttavia, va sottolineato che il cibo era responsabilità del governo eletto del Bengala e che fu l'esercito a contribuire a spezzare la carestia. Il governo indiano ha tentato di indirizzare il cibo dalle regioni in surplus come il Punjab alle aree carestie del Bengala, ma i governi provinciali hanno ostacolato il movimento del grano. La Commissione per la carestia del 1944-45 ammise che lo scarso raccolto aveva ridotto l'offerta di cibo fino alla fine del 1943. L'economista Amartya Sen scoprì che nel Bengala c'era abbastanza riso per nutrire tutto il Bengala per la maggior parte del 1943, Sen sosteneva che la carestia era causata dall’inflazione, con coloro che beneficiavano dell’inflazione mangiando di più e lasciando meno per il resto della popolazione. Il Rapporto della Commissione sulla Carestia non fa questa affermazione. Si dice che gli indigenti e gli occupati nei servizi nei villaggi morivano di fame perché i produttori preferivano conservare o vendere il riso a un prezzo elevato. Questi studi, tuttavia, non tengono conto delle possibili imprecisioni nelle stime o dell'impatto delle malattie fungine sul riso. De Waal afferma che il governo britannico – che in realtà era costituito da politici bengalesi eletti – non applicò i codici della carestia durante la carestia del Bengala del 1943 perché non riuscirono a rilevare una carenza di cibo. La carestia del Bengala del 1943 fu l'ultima carestia catastrofica in India, e occupa un posto speciale nella storiografia della carestia grazie al classico lavoro di Sen del 1981 intitolato Poverty and Famines: An Essay on Entitlement and Deprivation, la cui accuratezza e analisi hanno tuttavia è stata fortemente contestata dagli esperti del settore.
Questa carestia portò allo sviluppo della miscela della carestia del Bengala (a base di riso con zucchero). Ciò avrebbe poi salvato decine di migliaia di vite nei campi di concentramento liberati come Belsen.

## India Repubblicana
Dalla carestia del Bengala del 1943, si è verificato un numero decrescente di carestie che hanno avuto effetti limitati e sono state di breve durata. Sen attribuisce questa tendenza al declino o alla scomparsa delle carestie dopo l’indipendenza a un sistema di governo democratico e a una stampa libera, non all’aumento della produzione alimentare. Le successive minacce di carestia del 1984, 1988 e 1998 furono contenute con successo dal governo indiano e non vi è stata alcuna grave carestia in India dal 1943 ma la minaccia delle carestie non è scomparsa. L'India ha dovuto affrontare una serie di minacce di gravi carestie nel 1967, 1973, 1979 e 1987 rispettivamente in Bihar, Maharashtra, Bengala occidentale e Gujarat. Tuttavia, queste non si sono trasformate in carestie a causa dell’intervento del governo. La perdita di vite umane non raggiunse la portata della carestia del Bengala del 1943 o di quelle precedenti, ma continuò a essere un problema. Jean Drèze ritiene che il governo indiano post-indipendenza "rimediò in gran parte" alle cause dei tre principali fallimenti della politica britannica contro la carestia del 1880-1948, "un evento che deve essere considerato come il secondo grande punto di svolta nella storia della lotta contro la carestia in India". negli ultimi due secoli”.
Nel dicembre 1966 nello stato del Bihar si verificò un evento su scala molto più piccola e in cui "per fortuna gli aiuti erano a portata di mano e ci furono relativamente meno morti". La siccità del Maharashtra nel 1970-73 è spesso citata come un esempio in cui sono stati impiegati con successo processi di prevenzione della carestia.
Al di fuori della Repubblica dell'India, ci sono state gravi carestie nelle aree che un tempo facevano parte dell'India britannica. La carestia del Bangladesh del 1974, durata da marzo a dicembre, uccise fino a 1,5 milioni di persone, inclusa la mortalità dovuta a malattie post-carestia.
Nel 2016-2018, 194 degli 810 milioni di persone sottonutrite a livello globale vivevano in India, rendendo il Paese un punto focale per affrontare la fame su scala globale. Negli ultimi due decenni, il reddito pro capite è più che triplicato, ma l’apporto alimentare minimo è diminuito.

### Sviluppo delle infrastrutture
Le morti per fame furono ridotte grazie al miglioramento dei meccanismi di soccorso in caso di carestia dopo la partenza degli inglesi. Nell’India indipendente, i cambiamenti politici miravano a rendere le persone autosufficienti per guadagnarsi da vivere e a fornire cibo attraverso il sistema di distribuzione pubblica a tariffe scontate. Tra 1947 e il 1964 le prime infrastrutture agricole furono realizzate con la fondazione di organizzazioni come il Central Rice Institute a Cuttack, il Central Potato Research Institute a Shimla e università come la Pant Nagar University. La popolazione dell’India cresceva del 3% annuo e le importazioni di cibo erano necessarie nonostante i miglioramenti apportati dalle nuove infrastrutture. Al suo apice, 10 milioni di tonnellate di cibo furono importate dagli Stati Uniti.
Nel ventennio compreso tra il 1965 e il 1985 le lacune infrastrutturali furono colmate con la costituzione della Banca Nazionale per l'Agricoltura e lo Sviluppo Rurale (NABARD). Durante i periodi di carestia, siccità e altre calamità naturali, NABARD fornisce agevolazioni per la rinegoziazione dei prestiti e la conversione dei prestiti a istituzioni ammissibili come le banche cooperative statali e le banche rurali regionali per periodi fino a sette anni. Nello stesso periodo furono introdotte varietà di grano e riso ad alto rendimento. Le misure adottate in questa fase hanno portato alla Rivoluzione Verde che ha portato ad un clima di fiducia nelle capacità agricole dell'India. La Rivoluzione Verde in India è stata inizialmente salutata come un successo, ma recentemente è stata “declassata” a “successo qualificato” – non a causa della mancanza di un aumento della produzione alimentare, ma perché l’aumento della produzione alimentare è rallentato e non è riuscita a tenere il passo con la crescita della popolazione. Tra il 1985 e il 2000, l'accento è stato posto sulla produzione di miglio, legumi e semi oleosi, nonché di verdure, frutta e latte. È stato istituito un comitato per lo sviluppo delle terre desolate, è stata prestata maggiore attenzione alle aree alimentate dalla pioggia. Gli investimenti pubblici nell’irrigazione e nelle infrastrutture, tuttavia, sono diminuiti. Il periodo vide anche un graduale collasso del sistema del credito cooperativo. Nel 1998-99, NABARD ha introdotto uno schema di credito per consentire alle banche di concedere crediti tempestivi e a breve termine agli agricoltori bisognosi tramite lo schema della carta di credito Kisan. Lo schema è diventato popolare tra i banchieri emittenti e gli agricoltori beneficiari con un credito totale di ₹ 339,94 miliardi (US $ 4,3 miliardi) reso disponibile tramite l'emissione di 23.200.000 carte di credito a partire dal novembre 2002. Tra il 2000 e oggi, l'uso del suolo per il cibo o il carburante è diventato una questione concorrente a causa della domanda di etanolo.

### Credenze localimodificare
Sin dai tempi del Mahabharata, le popolazioni di diverse regioni dell’India hanno associato picchi di popolazioni di ratti e carestie alla fioritura del bambù. Lo stato nord-orientale di Mizoram ha il bambù come specie dominante su gran parte dello stato che sperimenta un fenomeno ciclico di fioritura del bambù seguita dalla morte del bambù. È noto che le piante di bambù subiscono una fioritura gregaria una volta nel loro ciclo di vita, che può avvenire ovunque in un intervallo compreso tra 7 e 120 anni. Una credenza e un'osservazione locale comune è che la fioritura del bambù è seguita da un aumento di ratti, carestia e disordini tra la gente. Questo si chiama mautam. Il primo evento del genere nella Repubblica dell'India fu segnalato nel 1958 quando il consiglio locale del distretto di Mizo il governo dell'Assam di un'imminente carestia che il governo respinse perché non era scientifica. 1961 nella regione si verificò una carestia.
Nel 2001 il governo indiano ha iniziato a lavorare su un piano di emergenza per affrontare la carenza di cibo nella regione dopo che le notizie secondo cui la fioritura e la morte del bambù si sarebbero ripetute nel prossimo futuro. Secondo il segretario speciale del dipartimento forestale KDR Jayakumar, la relazione tra la carestia e la fioritura del bambù, sebbene ampiamente ritenuta vera dalla gente tribale locale, non è stata scientificamente provata. John e Nadgauda, tuttavia, ritengono fortemente che tale connessione scientifica esista e che potrebbe non essere semplicemente un mito locale. Descrivono un meccanismo dettagliato che dimostra la relazione tra la fioritura e la carestia. Secondo loro, la fioritura è seguita da un gran numero di semi di bambù sul suolo della foresta, il che provoca un aumento della popolazione dei roditori dei generi Rattus e Mus che si nutrono di questi semi. Con il cambiamento del tempo e l'inizio delle piogge, i semi germinano e costringono i topi a migrare verso le fattorie di terra in cerca di cibo. Nelle fattorie terrestri, i topi si nutrono di raccolti e cereali immagazzinati nei granai, il che provoca una diminuzione della disponibilità di cibo. Nel 2001 l'amministrazione locale ha cercato di prevenire l'imminente carestia offrendo agli abitanti dei villaggi locali l'equivalente di 2,50 dollari per ogni 100 ratti uccisi. Il botanico HY Mohan Ram dell'Università di Delhi, che è una delle principali autorità del paese in materia di bambù, considerava queste tecniche stravaganti. Secondo lui, il modo migliore per risolvere il problema sarebbe insegnare agli agricoltori locali a passare alla coltivazione di diverse varietà di colture come lo zenzero e la curcuma durante i periodi di fioritura del bambù, poiché queste colture non vengono consumate dai ratti.
Credenze simili sono state osservate nel sud dell'India tra gli abitanti di Cherthala, nel distretto di Alappuzha nel Kerala, che associano la fioritura del bambù con un'imminente esplosione nella popolazione di ratti.

### Siccità nel Bihar
La siccità del Bihar del 1966-1967 fu una siccità minore con relativamente pochissimi morti per fame rispetto alle carestie precedenti. La siccità ha dimostrato la capacità del governo indiano di affrontare le peggiori circostanze legate alla siccità. Nessun aumento significativo nel numero di morti infantili dovute alla carestia è stato riscontrato durante la siccità del Bihar.
La produzione annuale di cereali alimentari era scesa in Bihar da 7,5 milioni di tonnellate nel 1965-1966 a 7,2 milioni di tonnellate nel 1966-1967 durante la siccità del Bihar. Nel 1966-67 si verificò un calo ancora più netto a 4,3 milioni di tonnellate. La produzione nazionale di grano scese da 89,4 milioni di tonnellate nel 1964-1965 a 72,3 nel 1965-1966, con un calo del 19%. L’aumento dei prezzi dei cereali ha causato migrazione e fame, ma il sistema di distribuzione pubblica, le misure di soccorso del governo e le organizzazioni di volontariato hanno limitato l’impatto. In diverse occasioni, il governo indiano cercò cibo e grano dagli Stati Uniti per sostituire i raccolti danneggiati, tuttavia gli aiuti alimentari statunitensi furono limitati da Lyndon B. Johnson come rappresaglia per le critiche indiane sul ruolo degli Stati Uniti nella Guerra del Vietnam. Il governo ha creato più di 20.000 negozi a prezzo equo per fornire cibo a prezzi regolamentati ai poveri o a coloro con redditi limitati. A causa di questa importazione fu evitata una siccità su larga scala nel Bihar, sebbene il bestiame e i raccolti furono distrutti. Altre ragioni per scongiurare con successo una siccità su larga scala sono state l’adozione di varie misure di prevenzione della siccità, come il miglioramento delle capacità di comunicazione, l’emissione di bollettini sulla siccità via radio e l’offerta di lavoro alle persone colpite dalla siccità in progetti di lavori pubblici governativi.
La siccità del Bihar del 1966-1967 diede impulso a ulteriori cambiamenti nella politica agricola e ciò portò alla Rivoluzione Verde.

### 1972 Siccità nel Maharashtra
Dopo diversi anni di buoni monsoni e di un buon raccolto, all’inizio degli anni ’70, l’India prese in considerazione l’idea di esportare cibo e di diventare autosufficiente. All'inizio del 1963, il governo dello stato del Maharashtra affermò che la situazione agricola nello stato era costantemente monitorata e che venivano prese misure di soccorso non appena veniva rilevata una scarsità. Sulla base di ciò, e affermando che la parola carestia era ormai diventata obsoleta in questo contesto, il governo approvò "The Maharashtra Deletion of the Term 'Famine' Act, 1963". Non erano in grado di prevedere la siccità del 1972, quando 25 milioni di persone avevano bisogno di aiuto. Le misure di soccorso intraprese dal governo del Maharashtra includevano occupazione, programmi volti a creare risorse produttive come piantagioni di alberi, conservazione del suolo, scavo di canali e costruzione di corpi idrici lentici artificiali. Il sistema di distribuzione pubblica distribuiva il cibo attraverso negozi a prezzi equi. Non sono state segnalate morti per fame.
L'occupazione su larga scala per le sezioni indigenti della società maharashtriana ha attirato notevoli quantità di cibo nel Maharashtra. L'attuazione dei Manuali sulla scarsità nelle carestie del Bihar e del Maharashtra ha impedito la mortalità derivante da gravi carestie alimentari. Mentre il programma di soccorso nel Bihar era scadente, Drèze definisce quello nel Maharashtra un programma modello. Le opere di soccorso avviate dal governo hanno contribuito a dare lavoro a oltre 5 milioni di persone nel momento più intenso della siccità nel Maharashtra, consentendo un'efficace prevenzione della carestia. L'efficacia del Maharashtra era anche attribuibile alla pressione diretta sul governo del Maharashtra da parte del pubblico che percepiva che l'occupazione tramite il programma di lavori di soccorso era un loro diritto. Il pubblico ha protestato marciando, picchettando e persino disordini. Drèze riferisce di un operaio che dice "ci lascerebbero morire se pensassero che non faremo rumore al riguardo".
La siccità del Maharashtra, in cui ci sono stati zero morti, è nota per il successo delle politiche di prevenzione della carestia.

### Siccità nel Bengala occidentale
La siccità del 1979-1980 nel Bengala occidentale fu la successiva grande siccità e causò un calo del 17% nella produzione alimentare con un deficit di 13,5 milioni di tonnellate di cereali alimentari. Le scorte alimentari immagazzinate venivano sfruttate dal governo e non vi era alcuna importazione netta di cereali alimentari. La siccità era relativamente sconosciuta al di fuori dell’India. Le lezioni apprese dalla siccità del Maharashtra e del Bengala occidentale hanno portato al Programma di sviluppo e al Programma per le aree soggette a siccità. L’intento di questi programmi era quello di ridurre gli effetti negativi della siccità applicando pratiche di utilizzo del territorio ecocompatibili e conservando l’acqua. Sono stati inoltre lanciati importanti progetti per migliorare le infrastrutture rurali, estendere l’irrigazione ad altre aree e diversificare l’agricoltura. Gli insegnamenti tratti dalla siccità del 1987 hanno messo in luce la necessità di creare occupazione, di pianificare i bacini idrografici e di uno sviluppo ecologicamente integrato.

### 1987 Siccità nel Gujarat
Il fallimento dei monsoni nell'anno 1987 ha avuto conseguenze catastrofiche per lo stato indiano del Gujarat. 16 dei 19 distretti dello stato sono stati colpiti da una grave siccità. Nella regione di Saurashtra si è verificata una grave crisi economica, con la chiusura dei mulini per le arachidi e un profondo impatto sull’agricoltura.

### Siccità nel Maharashtra del 2013
Nel marzo 2013, secondo il Ministero dell’Agricoltura dell’Unione, oltre 11.801 villaggi nel Maharashtra sono stati dichiarati colpiti dalla siccità.

### Altri problemi
Le morti per malnutrizione su larga scala sono continuate in tutta l’India fino ai tempi moderni. Secondo il Times of India, nel solo Maharashtra, ad esempio, nel 2009 si sono verificati circa 45.000 decessi infantili dovuti a malnutrizione lieve o grave. Un altro rapporto del Times of India del 2010 ha affermato che il 50% delle morti infantili in India sono attribuibili alla malnutrizione.
L’aumento dei prezzi all’esportazione, lo scioglimento dei ghiacciai dell’Himalaya a causa del riscaldamento globale, i cambiamenti nelle precipitazioni e le temperature sono problemi che affliggono l’India. Se la produzione agricola non rimane al di sopra del tasso di crescita della popolazione, ci sono indicazioni che un ritorno ai giorni di carestia pre-indipendenza sia probabile. Persone provenienti da diversi ceti sociali, come l'attivista sociale Vandana Shiva e il ricercatore Dan Banik, concordano sul fatto che le carestie e la conseguente perdita di vite umane su larga scala per fame sono state eliminate dopo l'indipendenza indiana nel 1947. Tuttavia, Shiva ha avvertito in 2002 che le carestie stanno tornando e l’inazione del governo significherebbe che in tre o quattro anni raggiungerebbero le dimensioni osservate nel Corno d'Africa.

## Cronologia
- 1630-1631: ci fu una carestia ad Ahmedabad, nello stato del Gujarat.
- 1770: il territorio indiano governato dalla Compagnia Inglese delle Indie Orientali britannica fu colpito dalla prima Carestia del Bengala del 1770. Si stima morirono 10 milioni di persone.
- anni 1780-1790: morirono alcuni milioni di indiani per le carestie nel Bengala, nel Benares, a Jammu, a Bombay e a Madras.
- 1800-1825: 1 milione di morti per carestia
- 1850-1875: 5 milioni di indiani morirono per la carestia che colpì il Bengala, l'Orissa, il Rajastan e il Bihar
- 1875-1900: 26 milioni morirono per carestia (1876-1878: Carestia di Madras, 5.500.000 morti ca.)
- 1905-1906: la carestia colpì aree abitate da 3,3 milioni di abitanti
- 1906-1907: la carestia colpì aree abitate da 13 milioni di abitanti
- 1907-1908: la carestia colpì aree abitate da 49,6 milioni di abitanti
- Nel 1943, l'India fu colpita dalla seconda Carestia del Bengala del 1943-1944. Oltre 3 milioni di persone morirono.
- Nel 1966, si arrivò "quasi" ad una carestia nel Bihar. Gli USA spedirono 900 000 tonnellate di granaglie per combattere la carestia.